# Elvia Carrillo Puerto

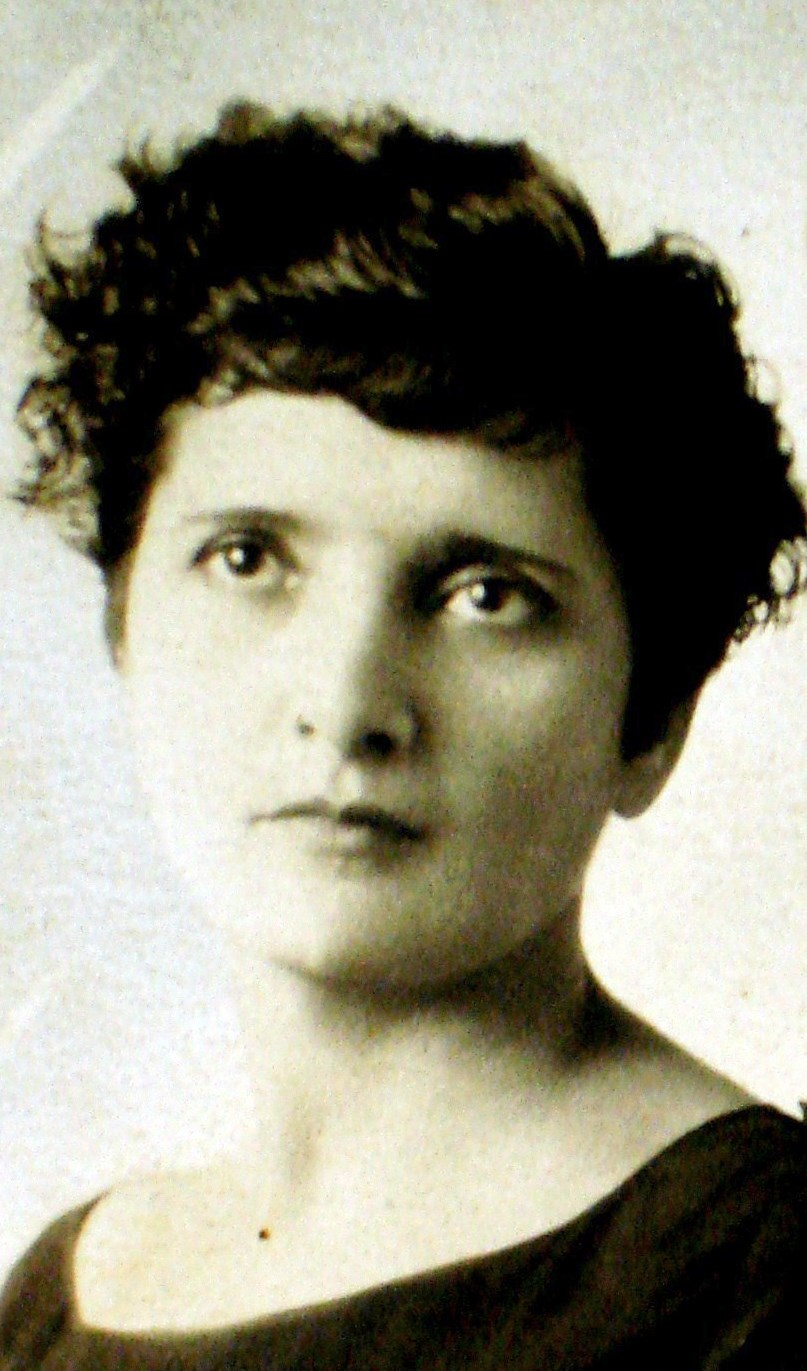
Elvia Carrillo Puerto (1901)

Elvia Carrillo Puerto (* 30. Januar 1881 in Motul, Yucatán; † 15. April 1968 in Mexiko-Stadt) war eine mexikanische Feministin, Politikerin und Suffragette. Sie war Mitglied der Sozialistischen Partei des Südostens und wurde 1923 zur Abgeordneten des Kongresses von Yucatan gewählt. Damit war sie eine der ersten drei Frauen, die in Mexiko in eine gesetzgebende Körperschaft gewählt wurden, zu einer Zeit, als Frauen noch nicht das Wahlrecht hatten; ein Recht, für das sie bis 1953 unermüdlich kämpfte. Sie erhielt den Spitznamen Rote Nonne der Mayab.

## Biografie
Elvia Carrillo Puerto war Autodidaktin und gilt als Schülerin der Pädagogin und Dichterin Rita Cetina Gutiérrez, in deren Zeitschrift La Siempreviva, die zwischen 1870 und 1872 in Mérida erschien, in der sie ihre Vorstellungen von der Gleichstellung der Geschlechter vermittelte. Jahre später ehrte sie ihre Lehrerin, indem sie die von ihr gegründete feministische Liga „Rita Cetina Gutiérrez“ nannte.
Im Jahr 1910 beteiligte sie sich als Spionin und Kurierin am so genannten Plan de Dzelkoop, einer bewaffneten Rebellion gegen den Gouverneur von Yucatán, Enrique Muñoz Arístegui, den Strohmann von Olegario Molina, dem Oberhaupt der Oligarchie der Hazienda-Besitzer von Hennequén. Molina war 1901 gewählt und 1905 wiedergewählt worden. Als dieser 1906 zum Entwicklungsminister im Kabinett von Porfirio Díaz, ernannt wurde, regierte er den Bundesstaat Yucatán weiterhin despotisch.
Neben Elvia Carrillo Puerto und ihrem Bruder Felipe gehörten zu den Verschwörern dieser Bewegung, die als „erster Funke der mexikanischen Revolution“ bekannt wurde, José E. Kantún, Crescencio Jiménez Borceguí, José Crisanto Chí, Víctor Montenegro, Claudio Alcocer, Miguel Ruz Ponce, Donato Bates und Atilano Albertos. Später schloss sie sich der nationalen Anti-Wahl-Bewegung von Francisco I. Madero an und gründete 1912 in Motul eine Bäuerinnenorganisation, vielleicht die erste in Mexiko.
Während der Regierung von General Salvador Alvarado in Yucatán, von 1915 bis 1918, nahm sie am Zweiten Feministischen Kongress von Yucatán teil, der von General Alvarado gefördert wurde. Im März 1918 nahm sie in Begleitung der Feministin Rosa Torre, einer Kampfgefährtin, am Motul-Arbeiterkongress teil, wo sie erlebte, wie die Sozialisten die Beteiligung der Frauen an der Politik ablehnten, da ihnen Mitsprache und Stimmrecht verweigert wurden. Diese Ablehnung nahm das Debakel vorweg, das die von Elvia ein Jahr später gegründete Frauenliga ereilen sollte, als die sozialistische Führung diese nach der Ermordung des Gouverneurs Felipe Carrillo Puerto, Elvias Bruder, im Jahr 1924 auflöste und Elvia ins Exil nach Mexiko-Stadt zwang, wo sie 1965 starb.
1919, während der Regierung von Venustiano Carranza, reiste Elvia nach Mexiko-Stadt und gründete dort die feministische Liga „Rita Cetina Gutiérrez“ mit dem Ziel, die Debatte über das Frauenwahlrecht in die nach der Verfassung von 1917 gewählten gesetzgebenden Kammern einzubringen – ohne Erfolg. Die Liga sollte in Yucatán der Keim einer lebendigen Frauenbewegung werden.
Im Jahr 1921, nach dem Wahlsieg von Felipe Carrillo Puerto, dem Bruder von Elvia, wurde die Liga „Rita Cetina“ der Sozialistischen Partei des Südostens angeschlossen, und im Januar 1922 wurde Elvia zur Vorsitzenden der Liga gewählt, deren Büros im obersten Stockwerk des Gebäudes „Ateneo Peninsular“ eingerichtet wurden. Seitdem setzten sich Elvia und ihre Kolleginnen, unter anderem Rosa Torre, Nelly Aznar, Susana Betancourt, Eusebia Pérez, Delta Aguayo und Amalia Gómez, allesamt Lehrerinnen, unermüdlich für die Alphabetisierung und die soziale und wirtschaftliche Verbesserung von Männern und Frauen aller Schichten ein. So gründeten sie 65 lokale feministische Ligen nach dem Vorbild der zentralen „Rita Cetina“, gründeten eine Abendschule für Frauen und eine Fortbildungsschule für Lehrerinnen beiderlei Geschlechts, gaben zwei Zeitschriften heraus, Feminismo und Rebeldía, und diskutierten und hielten bei ihren wöchentlichen Treffen Vorträge über Geburtenkontrolle, Erziehung, Hygiene und andere Themen, die für Frauen von Interesse waren.
Das Endziel von Elvia Carrillo Puertos Projekt war es, das Wahlrecht für Frauen zu erreichen, was 1922 auch gelang. Nach dem Scheitern Unterschriftensammlung, für die mit Hunderten von Unterschriften auch in Mexiko-Stadt gesammelt wurden, die das Frauenwahlrecht forderte und von Elvia über einen lokalen Abgeordneten in den Staatskongress mit sozialistischer Mehrheit eingebracht wurde, wandte sie sich an ihren Bruder. Nach zahlreichen Besuchen stimmte der Gouverneur zu, dass die Frauen in Yucateca bei den Wahlen im folgenden November wählen und gewählt werden konnten, da die Verfassung dies nicht ausdrücklich verbiete. In der Folge wurde Rosa Torre im November 1922 ohne gesetzliche Grundlage zur Stadträtin von Mérida gewählt. Ein Jahr später wurden Elvia selbst, Beatriz Peniche Barrera und Raquel Dzib Cicero, die alle von der Sozialistischen Partei des Südostens nominiert worden waren, als Abgeordnete in den örtlichen Kongress gewählt und waren damit die ersten gewählten Frauen in Mexiko.
Im Januar 1924, nach dem Staatsstreich und der Ermordung von Gouverneur Carrillo Puerto durch die Militärs, die die angebliche Rebellion gegen Präsident Álvaro Obregón unterstützten, die damals Adolfo de la Huerta zugeschrieben wurde, und der Wiederherstellung der verfassungsmäßigen Ordnung im Mai 1924, wurde Elvia vom stellvertretenden Gouverneur, José María Iturralde Traconis, und anderen Mitgliedern der sozialistischen Führung schikaniert und verfolgt, um ihren Sitz aufzugeben und den Staat Yucatán zu verlassen. Sie erklärte, dass sie als Abgeordnete schließlich nur drei Wochengehälter kassierte. Auch Rosa Torre wurde im Juli 1924 auf Anweisung des damaligen Stadtpräsidenten Javier Erosa aus ihrem Amt als Stadträtin von Mérida entlassen.

Im Jahr 1925 ließ sich Elvia mit Unterstützung des damaligen Präsidenten Calles in San Luis Potosí nieder, wo das Frauenwahlrecht anerkannt worden war. Sie kandidierte als Abgeordnete und wurde gewählt. Doch der Cristero-Krieg stimmte Calles um, weil dieser befürchtete, dass das Frauenwahlrecht den katholischen Cristeros Auftrieb geben würde, und so erklärte der Bundeskongress das Frauenwahlrecht für ungültig. Zurück in Mexiko-Stadt gründete Elvia die Liga Orientadora Feminista Socialista, die die weiblichen Angestellten des Ministeriums für Landwirtschaft, Viehzucht, ländliche Entwicklung, Fischerei und Ernährung organisierte, wo sie ihre Arbeit aufgenommen hatte. Später, im Jahr 1931, wurde diese Organisation, die unter ständiger Kritik und Druck von offizieller Seite stand, in die Liga de Acción Femenil umgewandelt, die weiterhin für die Anerkennung des Frauenwahlrechts kämpfte. So ist zum Beispiel bekannt, dass Elvia einen Brief an die Abgeordnetenkammer des Bundes geschickt hat, der von Tausenden von Unterschriften ihrer Anhänger unterstützt wurde, und in dem sie die Reform des Artikels 34 der Verfassung forderte, um das Frauenwahlrecht zuzulassen. Ihr Standpunkt wurde nicht beachtet. Nicht einmal während der mexikanischen Präsidentschaft von General Lázaro Cárdenas del Río (1934–1940), die von bedeutenden politischen und sozialen Fortschritten geprägt war, wurden die Bemühungen von Elvia Carrillo Puerto um das Wahlrecht belohnt. Schlimmer noch: Cárdenas ordnete ihre Entlassung aus dem Wirtschaftsministerium an, wo sie als Statistikerin tätig war. Andererseits wurde seinerzeit eine Initiative für den folgenden Gesetzestext ergriffen wurde:
“Bürger der Republik sind alle Männer und Frauen, die als Mexikaner auch die folgenden Voraussetzungen erfüllen: I. Verheiratete müssen das 18. Lebensjahr vollendet haben, und Unverheiratete das 21.; II. Eine ehrliche Lebensweise.”
 Diese Initiative scheiterte an der damals vorherrschenden politischen Meinung, dass die Gewährung des Frauenwahlrechts dem Klerus einen großen politischen Einfluss verschaffen würde, da man der Meinung war, dass der Klerus den Mehrheitswillen der Frauen weitgehend dominierte, und so beschloss man, diesen Bereich nicht voranzutreiben. Erst 1947, unter der Präsidentschaft von Miguel Alemán Valdés, wurde das Frauenwahlrecht in Mexiko zugelassen, allerdings nur bei Kommunalwahlen. Elvia Carrillo hatte nach einem Verkehrsunfall, bei dem sie 1941 fast erblindet war, ihr soziales Engagement reduziert.
Sie kämpfte jedoch weiter, was schließlich in der Amtszeit von Adolfo Ruiz Cortines seinen Höhepunkt fand, als 1953 auf Initiative des Präsidenten der Republik der Artikel 34 der politischen Verfassung der Vereinigten Mexikanischen Staaten geändert wurde, um den mexikanischen Frauen die volle politische Gleichberechtigung und natürlich auch das Wahlrecht zu gewähren. Im Jahr 1952 hatte die Abgeordnetenkammer Elvia Carrillo Puerto als Veteranin der mexikanischen Revolution anerkannt und ihr die Ehrenmedaille für revolutionäre Verdienste verliehen.

## Posthume Anerkennung
Am 15. Oktober 2013 gab der mexikanische Senat die Schaffung eines Preises zum Gedenken an Elvia Carrillo Puerto bekannt, der seither jährlich am 8. März anlässlich des Internationalen Frauentags an Frauen verliehen wird, die sich für die „Verteidigung, den Schutz, die Ausübung und die Untersuchung der Menschenrechte von Frauen und die Gleichstellung der Geschlechter in unserem Land“ einsetzen.

## Privates
Im Jahr 1900 heiratete sie im Alter von 19 Jahren Vicente Pérez Mendiburo, ebenfalls ein Landschullehrer, wurde aber zwölf Jahre später, im Alter von 31 Jahren, zur Witwe. 1917 heiratete sie den Beamten Francisco Barroso, von dem sie sich 1925 wieder scheiden ließ. Sie ist die Schwester von Felipe Carrillo Puerto.